# Idiocera bradleyi
Idiocera bradleyi là một loài ruồi trong họ Limoniidae. Chúng phân bố ở miền Cổ bắc.